# Иван Златев (биатлонист)
Вижте пояснителната страница за други личности с името Иван Златев.
Иван Златев е български състезател по биатлон и участник на Олимпиадата в Сочи през 2014 г.

## Биография
Роден е на 1 август 1990 г. в Банско. Започва да тренира биатлон през 1997 г.  От 2010 г. е част от националния отбор. Най-добрите му класиране са 9-о място в индивидуалния старт в Мартел, Италия през сезон 2011/2012 и 9-о място в спринта в Осърбле, Словакия, и двата за купата на Международния съюз по биатлон.  Дебютира за Световната купа през сезон 2011/12. Най-доброто му класиране за Световната купа е 71-во място в Антхолц-Антерселва през сезон 2012/13. Участва на Олимпиадата в Сочи през 2014 г., където завършва на 76-о място в спринта и е част от щафетата на България.